# Alexei Andrejewitsch Tscherepanow
Alexei Andrejewitsch Tscherepanow (russisch Алексей Андреевич Черепанов; wiss. Transliteration Alexej Andreevič Čerepanov; * 15. Januar 1989 in Osjorki, Region Altai, Russische SFSR; † 13. Oktober 2008 in Tschechow, Russland) war ein russischer Eishockeyspieler. Während seiner Karriere spielte er für die Junioren- und Seniorenmannschaften des HK Awangard Omsk, zuletzt in der Kontinentalen Hockey-Liga, auf der Position des rechten Flügelstürmers. Er galt als eines der hoffnungsvollsten russischen Talente der Liga.

## Karriere
Tscherepanow spielte bereits in der Jugend für den HK Awangard Omsk, wo er durch zwei sehr gute Spielzeiten, in denen er während 55 Spielen 147 Punkte erzielte, schon sein Talent bewies. Nach einigen Einsätzen für die zweite Mannschaft der Profis von Awangard in der dritten russischen Liga debütierte er während der Saison 2006/07 in der Superliga und erzielte in seiner ersten Spielzeit mehr Punkte als die russischen NHL-Profis Jewgeni Malkin und Alexander Owetschkin in ihren Debütsaisons. Mit 18 Treffern stellte er sogar einen Rekord als treffsicherster Neuprofi auf.
Er repräsentierte sein Heimatland Russland bei den U20-Weltmeisterschaften 2007 in Schweden. Tscherepanow gewann nicht nur die Silbermedaille, sondern teilte sich mit Erik Johnson die Topscorer-Auszeichnung, wurde als bester Angriffsspieler ausgezeichnet und ins All-Star-Team berufen. Im gleichen Jahr wurde Tscherepanow mit der U18-Nationalmannschaft Goldmedaillengewinner bei der U18-Weltmeisterschaft in Finnland, wo er auch ins All-Star Team berufen wurde.
Tscherepanow wurde als einer der fünf aussichtsreichsten Kandidaten für den NHL Entry Draft 2007 gehandelt, wurde aber erst an Position 17 von den New York Rangers ausgewählt.
Mit einer russischen U20-Auswahl trat er im August in der Super Series 2007 gegen ein kanadisches U20-Nationalteam an, musste aber auf Grund einer Gehirnerschütterung nach zwei von acht Spielen die Serie bereits verlassen. Bei Awangard Omsk konnte Tscherepanow 2007/08 mit 28 Punkten in 46 Spielen zwar an seine guten Leistungen aus der Vorsaison anknüpfen, eine Steigerung ließ er allerdings nicht erkennen. Bei der U20-Weltmeisterschaft 2008 gehörte er mit drei Toren und drei Assists erneut zu den besten Spielern seiner Mannschaft, die die Bronzemedaille gewann.
Auch in der Saison 2008/09 wechselte er nicht in die NHL, sondern blieb weiterhin beim HK Awangard Omsk, der vor seiner ersten Saison in der neugegründeten KHL stand. Tscherepanow gelang ein sehr guter Start in die Spielzeit und kam auf zwölf Scorerpunkte in den ersten 14 Spielen, womit er sich im Vergleich zur Vorsaison deutlich verbesserte.

### Tod
In seinem 15. Spiel am 13. Oktober 2008 erzielte er gegen Witjas Tschechow bereits seinen achten Saisontreffer. Gegen Ende des Spiels brach er auf der Spielerbank zusammen und starb kurze Zeit später. Mehrere Reanimationsversuche schlugen fehl.
Am folgenden Tag wurde bekannt, dass Tscherepanow unter chronischer Ischämie gelitten haben soll, wodurch seine Organe nicht ausreichend mit Blut versorgt wurden. Die Krankheit war in den Jahren zuvor bei sportmedizinischen Untersuchungen nicht erkannt worden. Zudem war zum Zeitpunkt seines Zusammenbruchs kein Krankenwagen mit medizinischem Personal anwesend. Im Zuge der Ermittlungen fanden die russischen Behörden heraus, dass Tscherepanow Blutdoping angewandt habe. Laut einem Bericht der Ermittler, der Ende Dezember 2008 erschien, soll er dies über mehrere Monate praktiziert haben. Zudem hieß es in dem Bericht, dass er unter chronischer Myokarditis, einer entzündlichen Erkrankung des Herzmuskels, gelitten haben soll und keinen Leistungssport hätte ausüben dürfen. In seinem Blut wurde außerdem das Mittel Kordiamin gefunden, das unter anderem zur Stimulation des Blutkreislaufs und des Atemsystems genutzt wird. Tscherepanow hatte das Mittel, das auf der Liste der verbotenen Substanzen der Welt-Antidoping-Agentur WADA geführt wird, wenige Stunden vor seinem Tod eingenommen. Der Disziplinarausschuss der KHL entband die Mannschaftsärzte im Zuge der Ermittlungen von ihren Aufgaben und forderte die Suspendierung des Managers und des Präsidenten der Mannschaft bis zur Aufklärung.
Am 20. Oktober 2008, vor dem ersten Spiel von Awangard nach dem Tod von Tscherepanow, gab der Verein bekannt, dass seine Trikotnummer 7 an keinen Spieler mehr vergeben wird.

## Erfolge und Auszeichnungen
| - 2007 Silbermedaille bei der U20-Junioren-Weltmeisterschaft - 2007 Topscorer der U20-Junioren-Weltmeisterschaft - 2007 Bester Stürmer der U20-Junioren-Weltmeisterschaft - 2007 All-Star-Team der U20-Junioren-Weltmeisterschaft | - 2007 Goldmedaille bei der U18-Junioren-Weltmeisterschaft - 2007 All-Star-Team der U18-Junioren-Weltmeisterschaft - 2008 Bronzemedaille bei der U20-Junioren-Weltmeisterschaft |

## Karrierestatistik

### International
Vertrat Russland bei:
- U20-Junioren-Weltmeisterschaft 2007
- U18-Junioren-Weltmeisterschaft 2007
- Ivan Hlinka Memorial Tournament 2007
- Super Series 2007
- U20-Junioren-Weltmeisterschaft 2008

(Legende zur Spielerstatistik: Sp oder GP = absolvierte Spiele; T oder G = erzielte Tore; V oder A = erzielte Assists; Pkt oder Pts = erzielte Scorerpunkte; SM oder PIM = erhaltene Strafminuten; +/− = Plus/Minus-Bilanz; PP = erzielte Überzahltore; SH = erzielte Unterzahltore; GW = erzielte Siegtore; 1 Play-downs/Relegation; Kursiv: Statistik nicht vollständig)